# Dashe
Dashe (chiń. upr. 大社区; chiń. trad. 大社區; pinyin Dàshè qū; Wade-Giles Ta-she ch’ü) – dzielnica (chiń. 區, qū) w rejonie Fengshan miasta wydzielonego Kaohsiung na Tajwanie. 
23 czerwca 2009 komitet przy Ministrze Spraw Wewnętrznych Republiki Chińskiej zarekomendował scalenie dotychczasowego powiatu Kaohsiung (chiń. trad. 高雄縣; pinyin Gāoxióng xiàn) i miasta wydzielonego Kaohsiung (chiń. trad. 高雄直轄市; pinyin Gāoxióng zhíxiáshì) w jedno miasto wydzielone; wszystkie gminy wiejskie (chiń. 鄉, xiāng), jak Dashe, miejskie oraz miasta wchodzące w skład powiatu zostały przekształcone w dzielnice (chiń. 區, qū). Ustawa weszła w życie 25 grudnia 2010 roku.
Populacja dzielnicy Dashe w 2016 roku liczyła 34 615 mieszkańców – 17 048 kobiet i 17 567 mężczyzn. Liczba gospodarstw domowych wynosiła 12 842, co oznacza, że w jednym gospodarstwie zamieszkiwało średnio 2,7 osób.

## Demografia (2011–2016)
| Rok  | Liczba ludności | Gęstość zaludnienia | Kobiety | Mężczyźni | Gospodarstwa domowe |
| ---- | --------------- | ------------------- | ------- | --------- | ------------------- |
| 2011 | 33 296          | 1252                | 16 244  | 17 052    | 11 905              |
| 2012 | 33 766          | 1270                | 16 477  | 17 289    | 12 114              |
| 2013 | 34 097          | 1282                | 16 652  | 17 445    | 12 402              |
| 2014 | 34 455          | 1296                | 16 889  | 17 566    | 12 658              |
| 2015 | 34 566          | 1300                | 16 973  | 17 593    | 12 735              |
| 2016 | 34 615          | 1302                | 17 048  | 17 567    | 12 842              |